# 茹洛瓦

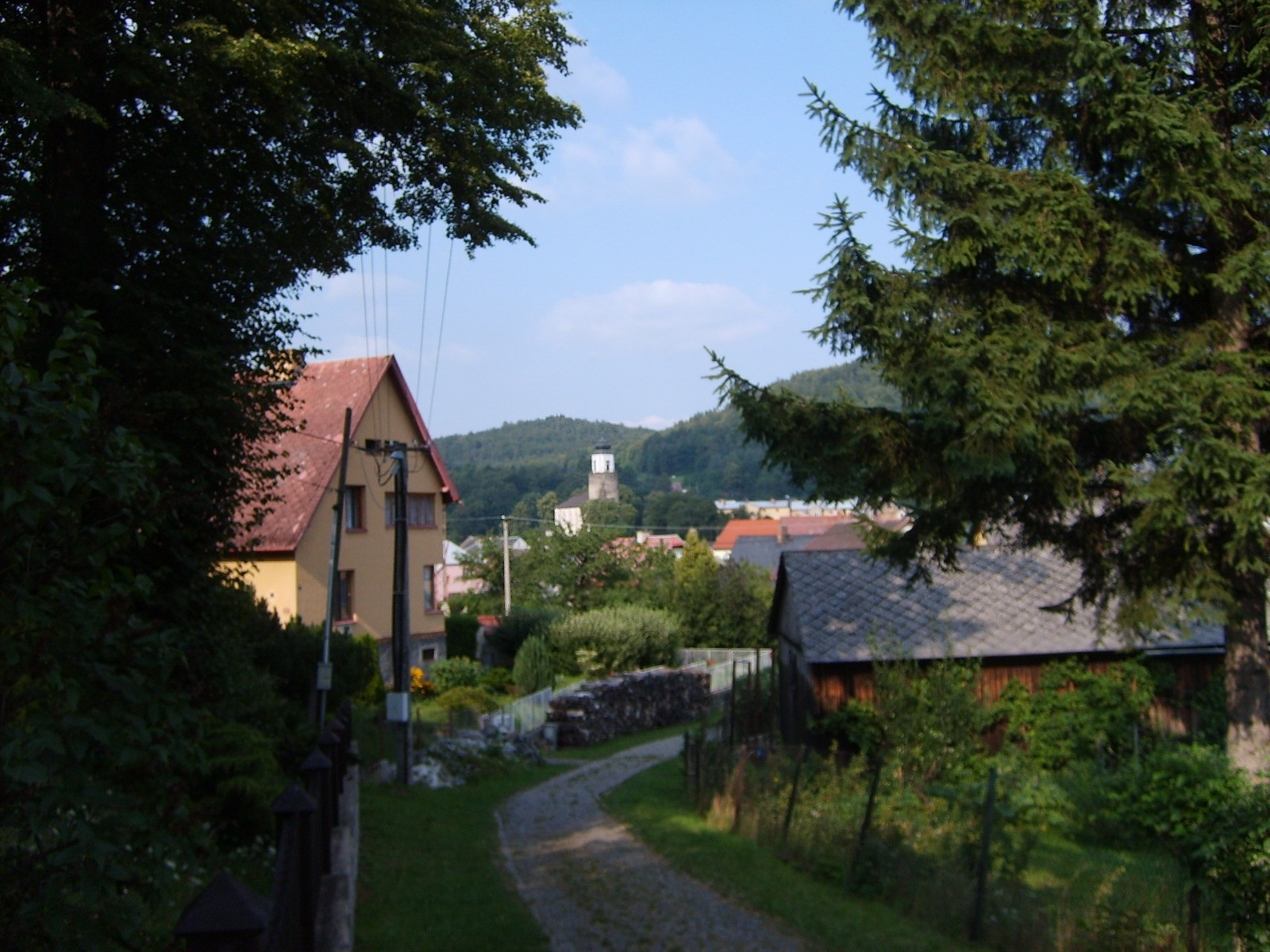

茹洛瓦（捷克語：Žulová）是捷克的城鎮，位於該國東北部，距離首府奧洛穆茨81公里，毗鄰與波蘭接壤的邊境，由奧洛穆茨州負責管轄，面積14.75平方公里，海拔高度290米，2011年人口1,285。

## 外部連結
- Olomouc Regional Statistical Office: Municipalities of Jeseník District （页面存档备份，存于）